# スュン
北欧神話のスュンあるいはシュン（古ノルド語: Syn、「拒絶」）は弁護的な否認に関連する女神である。スュンは13世紀にスノッリ・ストゥルルソンが著した『スノッリのエッダ』とスカルド詩に用いられるケニングによって裏付けられる。

## 裏付け
『スノッリのエッダ』の「ギュルヴィたぶらかし」の35章で、ハールは16柱のアース女神について簡単に説明する。ハールはスュンを11番目に挙げ、彼女について「広間の扉を守り、立ち入るべきではない人々を締め出す」と詳述する。ハールはスュンは民会で「異議を申し立てたいと願う法的な事柄」について「弁護的な立場で権利を行使する」と付け加えて述べる。そして彼女の名前を「否認（syn）は人が否定するときになされる」という言い回しと関連づける。
『スノッリのエッダ』の「詩語法」でスュンは27柱のアース女神のリストの中に含まれる。またスュンは「詩語法」の中に記録される作品の2つのケニングに用いられている。1つはエイリーヴル・ゴズルーナルソンの「ソール頌歌」で霜の巨人（hearth-stone-Syn, 「炉石のスュン」）を指すものと、もう1つはステイナール（Steinar）による女性（Syn [woman] of soft necklace-stand [neck], 「柔らかいネックレス台（首）のスュン（女性）」）を指すものである。

## 学説
ルドルフ・ジメックは、スュンは「後期異教時代」に記録された女神の名前の中に位置を占めるが、これらの女神は先立つ時代には集合的なディースたちであったと考えられ、同様にゲルマンの多神信仰のマトロナエと関連していると述べている 。